# Rathsweiler
Rathsweiler là một đô thị ở huyện Kusel, bang Rheinland-Pfalz, phía tây nước Đức. Đô thị Rathsweiler có diện tích 4,24 km².